# Prinses Souvankham Vongkot Rattana
Prinses Souvankham Vongkot Rattana, Luang Prabang 16 juni 1922 - Caen 3 januari 1995, was de achter-achter-achterkleindochter van koning Inta Som † 1749 van het koninkrijk Luang Prabang. Zij was de dochter van prins Singkeo † 1975 en getrouwd met prins (Sadet Chao Fa Jaya) Sri Subandha Rangsri (Sisouphantharangsi), 6 juli 1912 - overleden februari 1980 in gevangenschap. Het koninkrijk Luang Prabang, Land van een miljoen olifanten en de witte parasol, was een koninkrijk dat ongeveer het noordelijke deel van Laos besloeg en tussen 1707 en 1949 heeft bestaan.